# Polycarpaea involucrata
Polycarpaea involucrata är en nejlikväxtart som beskrevs av Ferdinand von Mueller. Polycarpaea involucrata ingår i släktet Polycarpaea och familjen nejlikväxter. Inga underarter finns listade i Catalogue of Life.